# Listowel (Irlande)
Pour les articles homonymes, voir Listowel.
Listowel (Lios Tuathail en irlandais, « le fort de Tuthail ») est une ville du comté de Kerry en république d'Irlande.

## Géographie
La localité est située sur le fleuve Feale, à 28 km de la ville principale du comté, Tralee.
La dernière semaine de septembre s'y dispute une célèbre course de chevaux, la « Listowel Race ».
D'après le recensement de 2006, la ville de Listowel compte 4 338 habitants.

## Monuments
Le château de Listowel est daté du XIIe siècle.

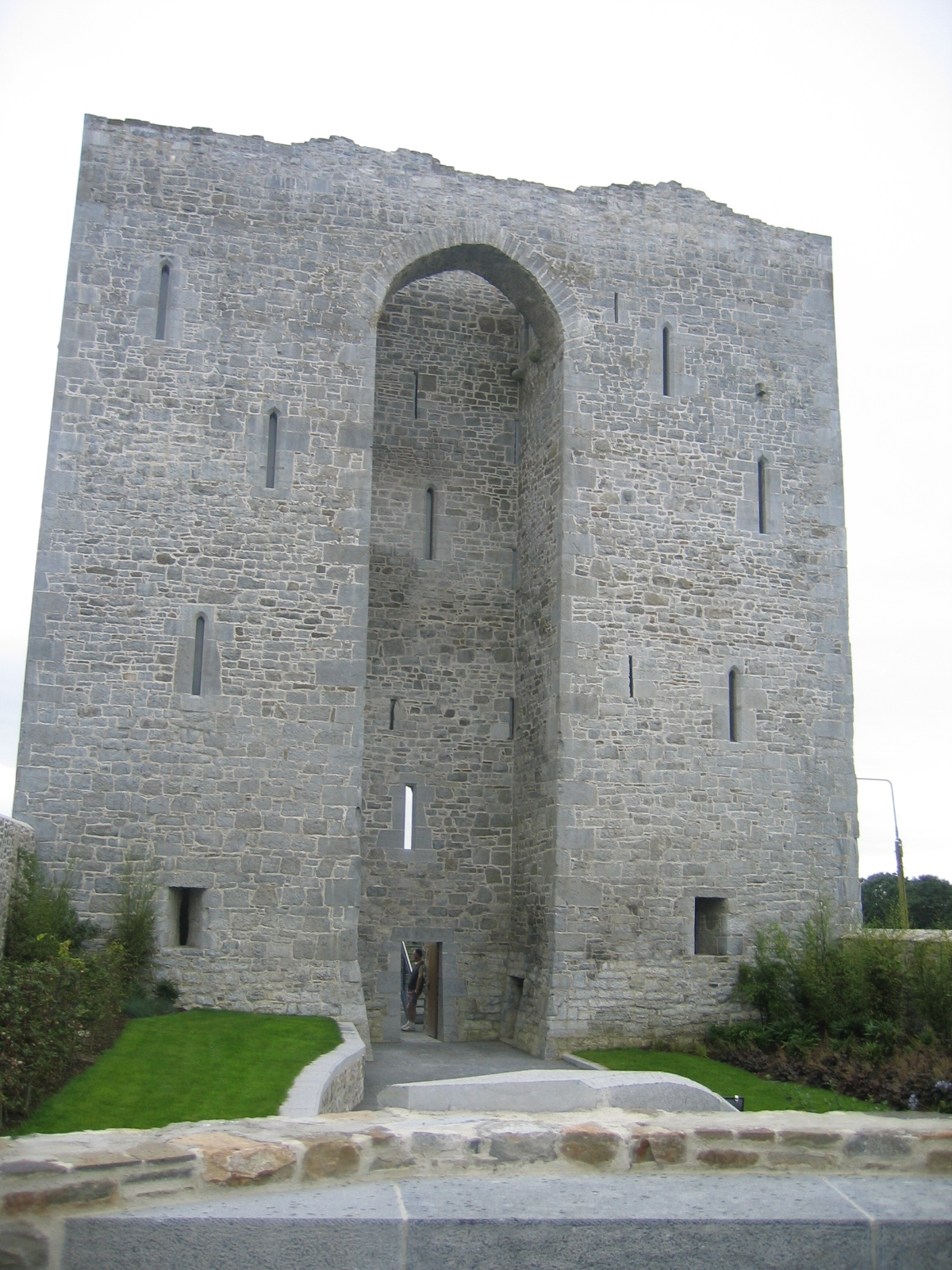
Le château de Listowel.

## Culture
Listowel a accueilli le Fleadh Cheoil à quatorze reprises (1970, 1972, 1973, 1974, 1978, 1981, 1982, 1985, 1986, 1987, 1995, 1996, 2001 et 2002).

## Patrimoine ferroviaire

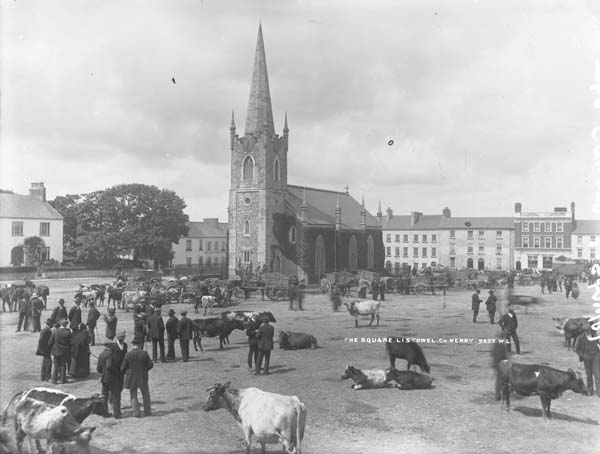
La place, fin XIXe siècle.

En 2003, l'association pour la restauration du monorail de Lartigue a ouvert un tronçon de monorail système Lartigue d'un kilomètre de long, sur la plate forme de l'ancienne ligne du Nord Kerry, à Listowel.
Ce système inventé par Charles Lartigue a été globalement un échec. La ligne de 14,4 km de Listowel à Ballybunion a fonctionné de 1888 à 1924, la seule au monde ayant transporté des voyageurs.

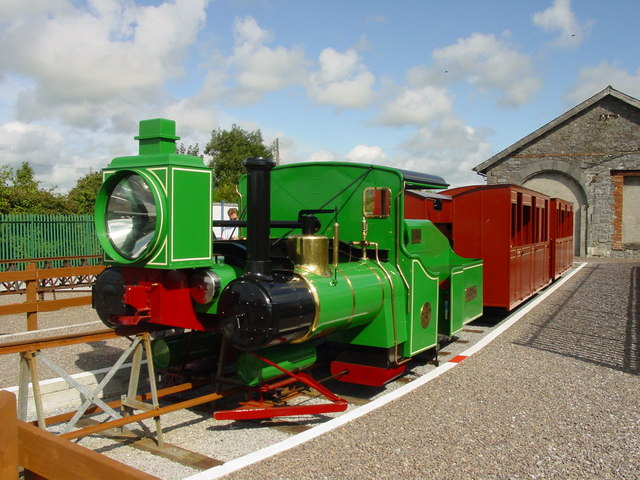
La nouvelle locomotive système Lartigue.

Une locomotive diesel reconstruite pour ressembler aux locomotives à vapeur 0-3-0 de l'époque est en tête de train.
La locomotive ainsi que les répliques des voitures voyageurs ont été construites par Alan Keef Ltd.

## Personnalités
- John B. Keane, écrivain, auteur de The Field adapté au cinéma par Jim Sheridan.
- Aoife Hannon qui a représenté l’Irlande à Miss Univers 2011 est née à Listowel.

## Jumelages
Panissières (France) depuis 1992.